# Mordekhai Tsvi Mane
Mordekhai Tsvi Mane, né le 5 mai 1859 à Radoshkovich, dans la province de Vilna et mort le 15 octobre 1886 dans la même ville, est un écrivain et poète lyrique de langue hébraïque et artiste peintre russe. 

## Biographie
Mordekhai Tsvi Mane est né à Radochkovich dans la région de Vilna, à l'époque partie de l'Empire russe, dans une pauvre famille juive. Son père, Moshe Mane, est melamed (instituteur) dans un heder (école élémentaire) et graveur de pierres tombales. Enfant, il reçoit une éducation religieuse traditionnelle, et à 13 ans son père l'envoie à Minsk dans une des yechivot locales pour poursuivre son éducation religieuse. Ses parents, découvrant son talent de dessinateur, l'envoie alors en 1876, sans aucun subside à Vilna, où se trouve une école de dessin. Très doué, il se voit offrir une place à la prestigieuse Académie impériale des Beaux-Arts de Saint-Pétersbourg où il va étudier de 1881 à 1884, grâce à l'appui de généreux philanthropes juifs. 
Souffrant d'une forme sévère de tuberculose, il est obligé de retourner dans sa ville natale où il passe les deux dernières années de sa courte vie chez ses parents, entouré d'amis et d'admirateurs. 
Parmi les premières personnes à reconnaitre le talent de Mane, se trouvent le rabbin Avraham Sofer et son fils, ainsi que le hazzan (chantre) Shmuel Chiz de Varsovie qui fut un de ses premiers amis.  
Des rues à Jérusalem, Tel Aviv, Haïfa et Ramat Gan en Israël portent son nom

## Son œuvre
Pendant ses études à Vilna, Mane commence à écrire de la poésie puis des œuvres créatives, aussi bien en littérature qu'en art plastique, mais sans presque aucune corrélation entre elles. Il publie de sa poésie, sous le pseudonyme de Ha-Metzeyer, ainsi que des articles sur l'art et la littérature dans les revues hébraïques: Hamelitz et Ha-Tsefira.
D'après ses lettres, il apparait qu'il avait porté tous ses espoirs et aspirations dans une carrière de peintre, qu'il pensait être sa véritable vocation. Il considérait la poésie comme secondaire, comme quelque chose qu'il pratiquait à ses moments perdus pour se distraire. Pourtant, ce sont ses poésies qui ont suscité l'intérêt de ses contemporains et qui l'ont fait considérer comme un des plus importants poètes de la génération Hibat Tzion. La poésie de Mane représente la transition entre la fin de la période de la Haskala et les innovations révolutionnaires dans le traitement des vers hébreux amorcées par Haïm Nahman Bialik et Shaul Tchernichovsky à la fin du XIXe siècle.  
« Mane exprime son aspiration pour la Terre d'Israël, et montre son attachement à la nature aussi bien dans le sens réel que symbolique. Il place l'ego individualiste lyrique au centre d'un univers poétique comprenant aussi bien des motifs romantiques (solitude, tristesse, amour) que l'utilisation de la poésie comme un exercice réflecteur. Ses poèmes contiennent aussi des évocations autobiographiques directes et concrètes. 
Le poème le plus connu de Mane, Masat nafshi (Le Désir de mon âme) de 1886, qui a été adapté en mélodie populaire, captive les cœurs de ses nombreux lecteurs avec son délicat mélange entre aspirations personnelles et nationales.  »
Une anthologie de l'œuvre et des lettres de Mane, publiée en 1897 après sa mort, établit sa réputation de poète qui excelle dans une évocation romantique de la nature en fleurs associée avec des sentiments et une crainte de la mort. Sa mort prématurée a créé un éclat romantique autour de sa courte et triste vie, qui s'est transformé en de fréquentes cérémonies commémoratives dans sa ville natale de Radochkovitchi. Celles-ci ont perduré pendant plusieurs décennies après sa mort. 
En dépit de sa réputation de poète, l'originalité profonde de Mane ne se manifeste ni dans sa poésie, ni dans ses dessins dont la plupart a été perdue, mais plutôt dans ses essais sur les arts plastiques et leur place propre dans la vie nationale juive. Dans ses essais, publiés en 1881, initialement rédigés en hébreu, il critique le détachement traditionnel juif pour les arts visuels et en appelle à encourager la sensibilité esthétique chez les Juifs, que ce soit pour l'intégrer dans leur environnement général ou pour cultiver un caractère distinctif national. Les essais de Mane anticipent le débat multifacette sur la nature et la fonction sociale de la culture juive séculière dans le mouvement national juif.